# باول دبليو. غريم
باول دبليو. غريم (بالإنجليزية: Paul W. Grimm)‏ هو قاضي ومحامي أمريكي، ولد في 26 ديسمبر 1951 في يوكوهاما في اليابان.